# Antoni Orłowski (kompozytor)
Antoni Orłowski (ur. 1811, zm. 11 lutego 1861 w Rouen) – polski skrzypek, pianista, kompozytor i dyrygent.
W latach 1824–1829 uczył się w Warszawie u Józefa Elsnera (kompozycja), Józefa Bielawskiego (skrzypce), Maurycego Ernemanna (fortepian) i Henryka Lenza (organy), następnie w Paryżu u Jean-François Le Sueura. Komponował m.in. polonezy, ronda, romanse; autor tria fortepianowego i sonaty skrzypcowej, a także dwóch operetek i baletu. Był dyrygentem orkiestry teatralnej w Rouen.